# 郷村 (京都府)
郷村（ごうむら）は、京都府竹野郡にあった村。現在の京丹後市網野町の南部にあたる。

## 地理
- 山岳：久次岳
- 河川：福田川

## 歴史
- 1889年（明治22年）4月1日 - 町村制の施行により、切畑村・郷村・生野内村・公庄村・高橋村・新庄村の区域をもって発足。
- 1927年（昭和2年）3月7日 - 北丹後地震発生。家屋倒壊約300戸、地震後に発生した火災で140戸全焼。村内の死者97人、重傷者120人[1]。
- 1950年（昭和25年）4月1日 - 網野町・浜詰村・木津村・島津村と合併し、改めて網野町が発足。同日郷村廃止。

## 交通

### 鉄道路線
村域を日本国有鉄道の宮津線（現・京都丹後鉄道宮豊線）が通過したが、駅は所在しなかった。

## 名所・旧跡・観光スポット
- 郷村断層